# Chant de l'immédiat satori
Le Chant de l'immédiat satori ; chinois traditionnel : 證道歌 ; chinois simplifié :  证道歌 ; pinyin : Zhèngdào gē; Wade–Giles: Cheng-dao ke; japonais : 証道歌, Shōdōka ; coréen : 증도가 jeungdoga; litt. « Chant de l'accomplissement de la Voie ») est un important recueil de 52 poèmes chan, qui est attribué maître chan chinois Yongjia Xuanjue (665-713 (jap. Yōka Daishi). Il joue aussi un rôle important dans la tradition zen, et il présente le processus de la méditation et l'expérience de l'éveil (bodhi).
Son titre est encore traduit en français par Chant de l'Éveil ou Chant de l'accomplissement de la Voie. Par ailleurs, le poème est aussi connu sous le nom de Chanmen biyao jue, « Secrets essentiels de la tradition chan ».

## Éléments généraux

### Forme
Le poème compte un peu moins de 2000 sinographes, groupés en 267 vers, et divisés en cinquante-deux strophes. Toutes les strophe compte débutent par un vers de six caractères, sauf la première, dont le premier vers compte trois caractères. Trente-huit strophes sont composées selon la structure 6-7-7-7 caractères, les vingt-six autres étant plus longues. 
Dans son commentaire, Kôdô Sawaki a divisé ces cinquante-deux strophes en septante-huit couplets qu'il commente.

### Authenticité, diffusion, renommée
Des éléments de style et de vocabulaire semblent indiquer que le poème pourrait être antérieur au VIIIe siècle, ce qui amène à mettre en question son attribution à Yongjia. Plusieurs, copies du poème ont été découvertes à Dunhuang. En outre, on trouve de nombreux commentaires datant de la dynastie Song (960-1279) et selon le maître Dahui Zonggao (en) (1089–1163), le poème aurait été tenu en si haute estime qu'il aurait été retraduit en sanskrit.
Le Shodoka est un texte important du chan et du zen, aux côtés du Shinjinmei, du Sandôkai et de l'Hôkyô Zanmai. Tous ces poèmes ont été mis en musique, donnant ainsi naissance à la musique de cérémonie.

## Contenu
Le Shodoka est un texte classique des traditions chan et zen décrivant la méditation et l'expérience de l'éveil (bodhi). Ce dernier y a apparaît comme la réalisation que la vraie nature de toutes les choses est en fait la nature de bouddha, c'est-à-dire la vacuité, qui est au-delà de toutes les dichotomies de l'existence / non-existence, vérité / erreur. Un tel éveil se produit soudainement, « en un claquement de doigts » dit le poème, et c'est cet enseignement qui a été transmis depuis le Bouddha Shakyamuni aux vingt-huit patriarches indiens et aux six patriarches du chan. 

#### Traductions et commentaires
- Taisen Deshimaru (Traduction et commentaire), Shodoka. Le Chant de l'immédiat satori, Paris, Albin Michel, coll. « Spiritualités vivantes », 2010 (1re éd. 1978), 224 p. (ISBN 978-2-226-05737-2)
- Kôdô Sawaki (trad. du japonais par Janine Cousin), Le Chant de l’Éveil. Le Shôdôka commenté par un maître zen, Paris, Albin Michel, coll. « Spiritualités  », 1999, p. (isbn ), 363 p. (ISBN 978-2-226-10727-5)
- Éric Rommeluère (Traductions annotées), Les Fleurs du vide : Anthologie du bouddhisme sôtô zen, Paris, Grasset, 1995, 224 p. (ISBN 978-2-246-51141-0), « Shodoka de Yôka Gengaku (665-713) »
- (en) Sheng YEN, The Sword of Wisdom: Commentaries on the Song of Enlightenment, Berkeley, North Atlantic Books, 2002, 176 p. (ISBN 978-1-556-43428-0)